# 石門商圈
石門商圈位於台灣新北市石門區，位居台灣最北端，石門海岸範圍涵蓋十二公里長，具有特殊氣候地理條件，擁有綠礁石、茶山步道、清山瀑布、環保公園、婚紗廣場、風力公園、石門洞等天然景觀。
當地擁有之特產包括石花凍、毛蟹、老茶（鐵觀音）、咖啡、肉粽、箭筍、山藥。
最具代表性的地方特色活動為善用石門的風所舉辦的石門國際風箏節。

## 週邊觀光資源
1. 自然景點包括：老梅海岸石槽、麟山鼻、青山瀑布、跳石海岸、石門洞風景區、富貴角風稜石、富基漁港、白沙灣海水浴場。
2. 休憩景點包括：老梅風箏公園、北海高爾夫球場、金剛宮四面佛文物館、富貴角燈塔、石門婚紗廣場。
3. 觀光景點則包括：石門風力發電廠、石門十八王公廟、尖山湖紀念碑、佛光山北海道場等。

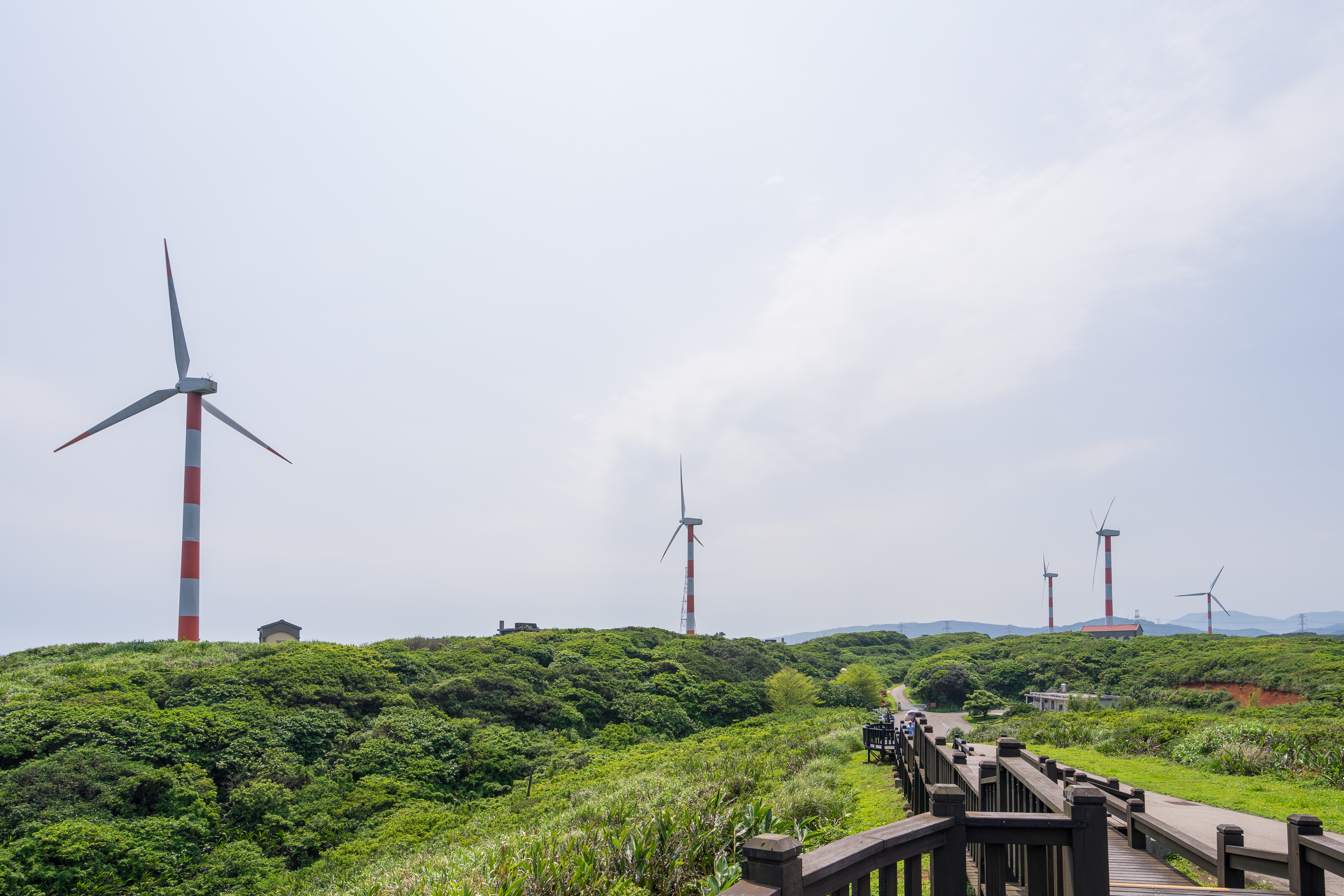
石門風力發電廠
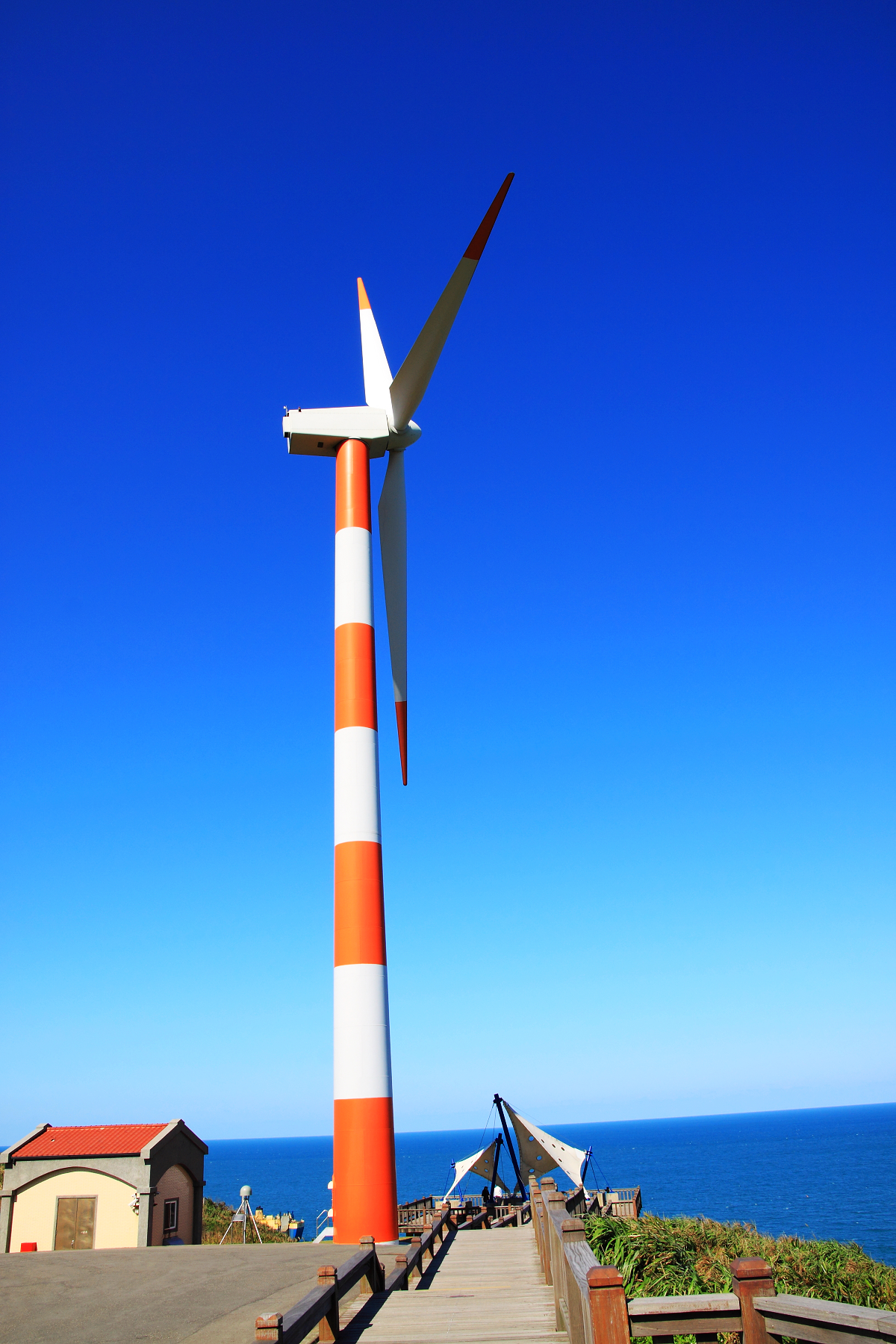
石門風力發電廠
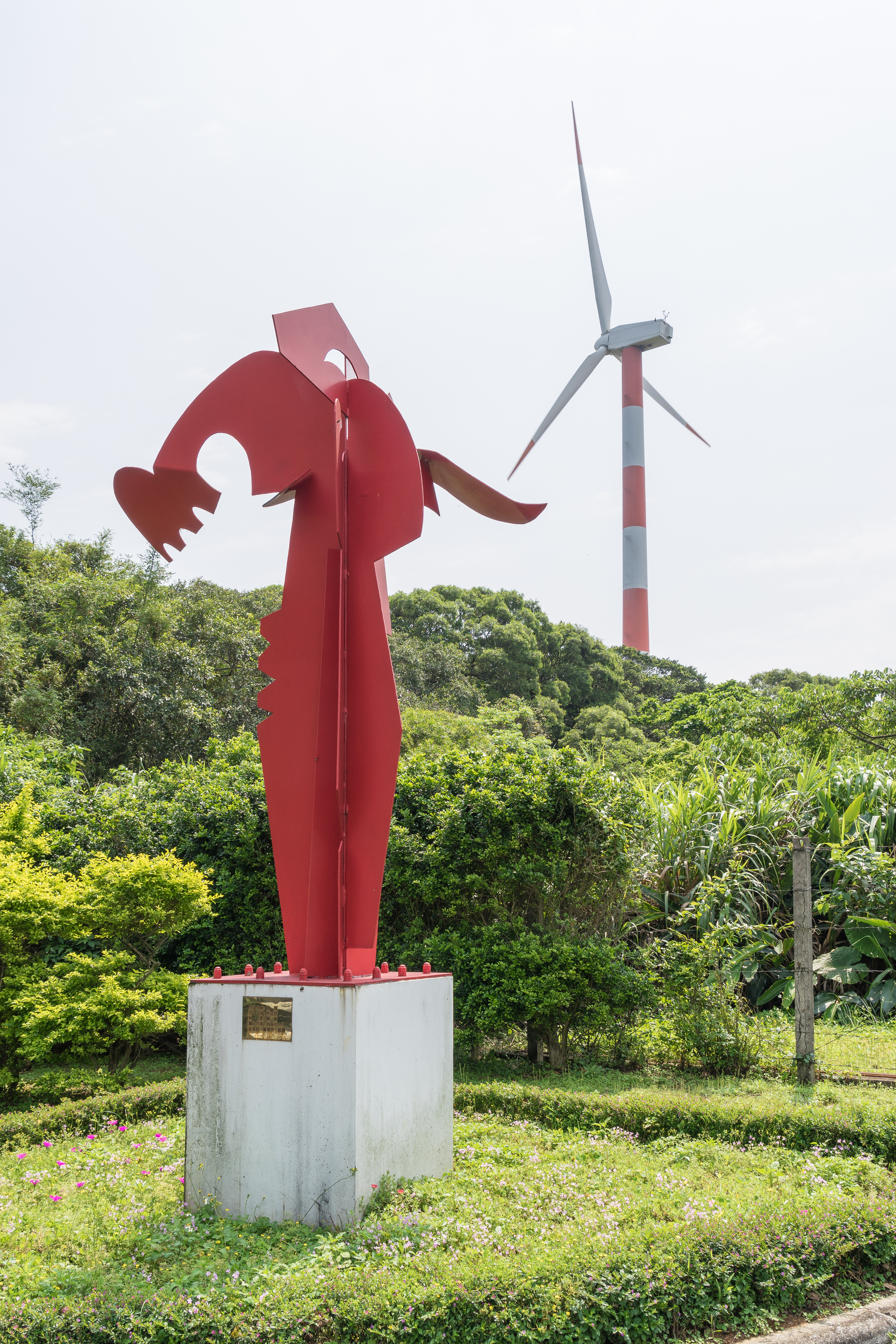
石門風力發電廠

## 相關網站
- 新北市形象商圈-石門商圈